# 김태영 (1973년)
김태영(1973년 9월 14일 ~ )은 대한민국의 가수이다. 1993년 데뷔하였으며, 음악 그룹 코나에서 보컬을 맡고 있다.

## 작품

### 앨범
- 1993년 - Knock On Neutral Affection
- 1994년 - New Brand Spice
- 1996년 - Overlap
- 1993년 - Welcome To My Beach
- 1998년 - In Water
- 2000년 - Flower Dance